# Макара
Макара је машина за забијање ступова и шипки у земљу, намијењена за грађевинске радове.
Састоји се од постоља, вођица, маља (бабе) и система за подизање маља. Удар зависи од тежине и брзине пада маља. Могу бити ручне и моторне.
Код ручних макара маљ се диже повлачењем ужета преко котура, а затим пуштањем ужета да слободно пада дуж вођица. Маљ онда ударом забија шипку у земљу. Моторне макаре раде на сличном принципу али се за подизање употребљава мотор. Постоје ударне, парне, дизел, пнеуматске, вибрационе и тако даље.